# Raphael Gharany
Raphael Gharany (* 18. Dezember 1988) ist ein ehemaliger deutscher Nationalspieler in der Boulespiel-Sportart Pétanque im Deutscher Boccia-, Boule- und Pétanque-Verband e.V. Er ist deutscher Meister und war Teilnehmer bei Europa- und Weltmeisterschaften.

## Karriere
Gharany spielt nach eigenen Angaben seit 1995 Boule. Ab 2003 war er in der Jugendnationalmannschaft. Er spielte für den 1. BC Germering, Ratisbonne Regensburg und für die Münchner Kugelwurfunion. Aktuell tritt er für Düsseldorf sur place und in der Pétanque-Bundesliga an. Von 2015 bis 2023 war er im deutschen Nationalkader der Senioren.
Er ist Rechtshänder und spielt bevorzugt die Spielposition Milieu. Er benutzt Kugel im Gewicht 690 Gramm bei 72 mm Durchmesser.
Bei der Europameisterschaft 2016 und der Weltmeisterschaft 2017 errang er jeweils die Bronze-Medaille.

## Erfolge als Spieler

### International
- 2003: Teilnahme bei der Weltmeisterschaft Jugend[5]
- 2004: Teilnahme an der Europameisterschaft Jugend[6]
- 2016: Teilnahme bei der Weltmeisterschaft[7]
- 2016: 3. Platz Europameisterschaft Tête-à-Tête[8]
- 2017: Teilnahme an der Europameisterschaft[9]
- 2017: 3. Platz Weltmeisterschaft Doublette zusammen mit Moritz Rosik[10]
- 2018: Teilnahme bei der Weltmeisterschaft[11]
- 2019: Teilnahme an der Europameisterschaft[12]
- 2021: Teilnahme bei der Weltmeisterschaft[13]
- 2023: Teilnahme an der Europameisterschaft[14]

### National
(Quelle)
- 2011: Deutscher Vereinsmeister mit Münchner Kugelwurfunion
- 2012: Deutscher Vize-Vereinsmeister mit Münchner Kugelwurfunion
- 2015: Deutscher Vize-Vereinsmeister mit Münchner Kugelwurfunion
- 2016: 1. Platz Deutsche Meisterschaft Tireur[16]
- 2016: 2. Platz Deutsche Meisterschaft Tête-à-Tête
- 2016: 3. Platz Deutsche Meisterschaft Triplette zusammen mit Sönke Backens und Tehina Anania
- 2017: 3. Platz Deutsche Meisterschaft Tête-à-Tête
- 2021: Deutscher Vereinsmeister mit Düsseldorf sur place
- 2022: Deutscher Vize-Vereinsmeister mit Düsseldorf sur place
- 2023: Deutscher Vize-Vereinsmeister mit Düsseldorf sur place[17]

## Privates
Gharany kommt aus Germering bei München und machte 2009 sein Abitur am Carl-Spitzweg Gymnasium. Er ist ausgebildeter Physiotherapeut. Seit 2018 wohnt und arbeitet er in Stockholm. Nebenbei arbeitet er als Boule-Guide in einer sogenannten Boulebar.